# Selkingen

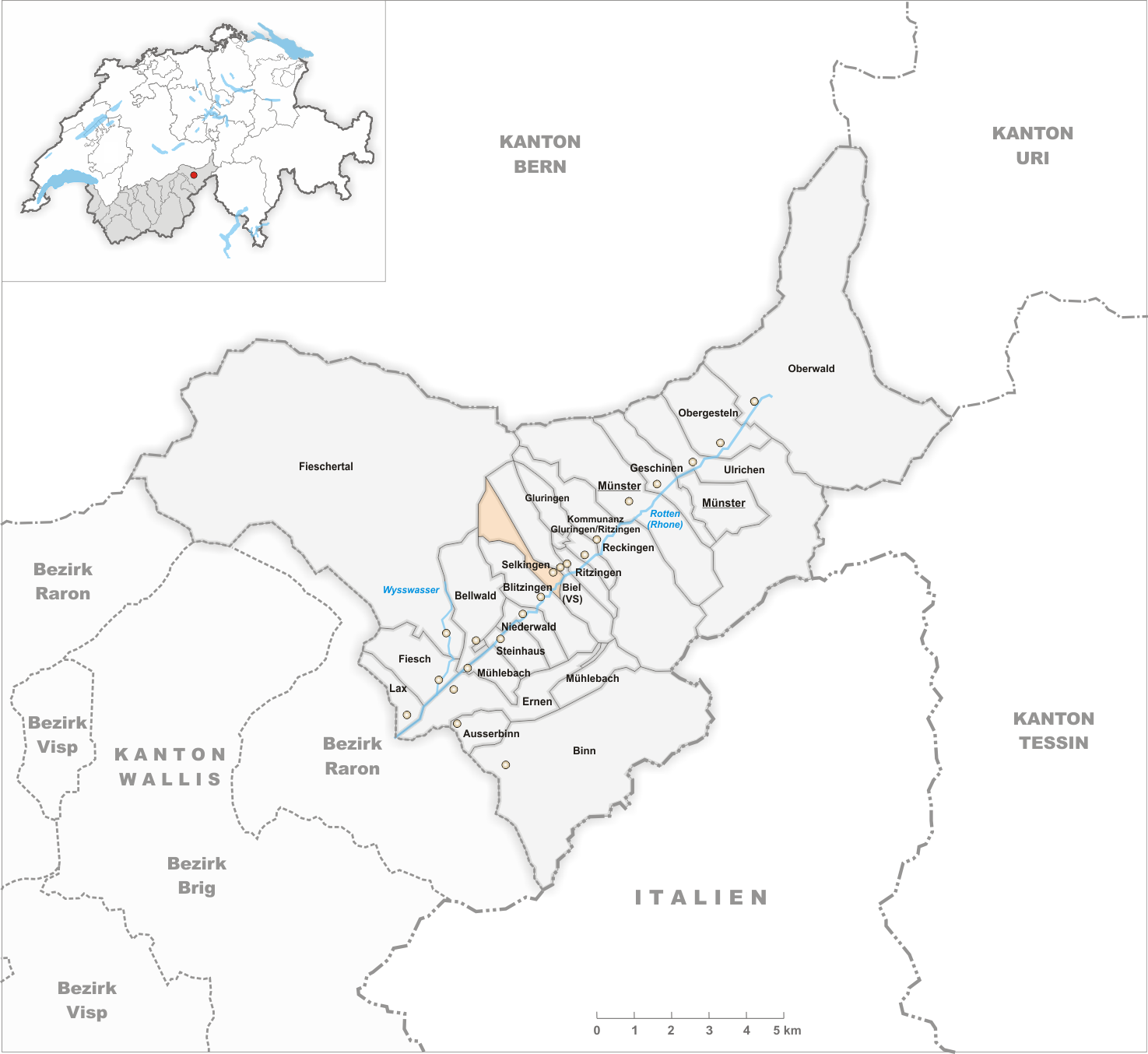
Gemeindestand vor der Fusion am 1. Januar 2001

Die Ortschaft Selkingen ist eine ehemalige selbständige Gemeinde im Bezirk Goms im Kanton Wallis.

## Gemeindefusion
Am 1. Januar 2001 fusionierte sie mit den Gemeinden Biel und Ritzingen zur Gemeinde Grafschaft. Seit 2017 gehört sie zur Gemeinde Goms.

## Bevölkerung
| Bevölkerungsentwicklung | Bevölkerungsentwicklung | Bevölkerungsentwicklung | Bevölkerungsentwicklung | Bevölkerungsentwicklung |
| ----------------------- | ----------------------- | ----------------------- | ----------------------- | ----------------------- |
| Jahr                    | 1850                    | 1900                    | 1950                    | 1990                    |
| Einwohner               | 119                     | 109                     | 97                      | 52                      |